# François Joseph Pierre Deniau
François Joseph Pierre Deniau (* 3. Oktober 1936 in Neuilly-sur-Seine; † 12. Januar 2014) war ein französischer Geistlicher und Bischof von Nevers. 

## Leben
François Deniau studierte Philosophie und Theologie am Priesterseminar Saint-Sulpice d’Issy-les-Moulineaux und empfing am 29. Juni 1961 die Priesterweihe. Am Angelicum in Rom absolvierte er ein weiteres Theologiestudium von 1961 bis 1963.
Von 1963 bis 1972 war er Studentenkaplan in Paris und Direktor des diözesanen Studentenhauses von 1974 bis 1978. Von 1971 bis 1978 hatte er die Leitung für die Ausbildung junger Priester in der Diözese Nanterre inne, später für ganz Frankreich. Von 1972 bis 1974 war er Professor am Priesterseminar Saint-Sulpice d’Issy-les Moulineaux. Von 1975 bis 1985 übernahm er die Leitung der Aus- und Weiterbildung der Laien. Von 1976 bis 1985 war er Hochschulkaplan und von 1978 bis 1985 Pfarrer von Vanves. 1984/85 war er Kaplan des nationalen Zentrums zur Ehevorbereitung. Von 1990 bis 1996 war er Berater des nationalen Ausschusses für das Ständige Diakonat. 1985 wurde Deniau Generalvikar von Nanterre. Er war Pfarrer von Puteaux von 1997 bis 1998.
Papst Johannes Paul II. ernannte ihn am 26. Juni 1998 zum Bischof von Nevers. Der Bischof von Nanterre, François Favreau, spendete ihm am 4. Oktober 1998 in der Kathedrale von Nevers die Bischofsweihe; Mitkonsekratoren waren Georges Gilson, Erzbischof von Sens-Auxerre, und Pierre Plateau, Erzbischof von Bourges.
2005 bis 2006 führte er eine Diözesansynode durch. 2010 Gab er die Schrift «toutes les raisons d’espérer en Nièvre» heraus. In der Französischen Bischofskonferenz war er Präsident des Ausschusses für die Beziehungen zum Judentum (2000–2005) und Mitglied des Bildungsausschusses und Projekte (2005–2011). Er war Co-Vorsitzender der Ökumenischen Vereinigung für Bibelforschung (Association œcuménique pour la recherche biblique) seit 2010.
Am 27. August 2011 nahm Papst Benedikt XVI. sein altersbedingtes Rücktrittsgesuch an.

## Schriften
- Mariage, approches pastorales, Le Chalet 1985
- Jésus, l’ami déroutant, DDB 2002
- Bernadette et nous, entre Lourdes et Nevers, DDB-Lethielleux 2008
- Un évêque en toute bonne fo i, Fayard 2011
- Chemins de vie, chemins de Dieu, DDB 2014